# Michael Tregor
Michael Tregor, född 10 september 1950 i Santiago de Chile, Chile, är en tysk skådespelare.

## Filmografi (urval)
- 1985 - August Strindberg ett liv (TV)

## Fotnoter
1. ↑  Internet Movie Database, läst: 17 juni 2019.[källa från Wikidata]
2. ↑  Gemeinsame Normdatei, läst: 11 december 2014.[källa från Wikidata]